# Hylaeus amatus
Hylaeus amatus är en biart som först beskrevs av Cockerell 1909.  Hylaeus amatus ingår i släktet citronbin, och familjen korttungebin. Inga underarter finns listade i Catalogue of Life.